# Somoza (famiglia)

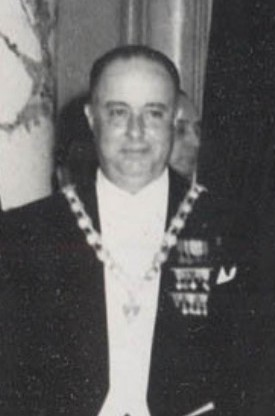
Anastasio Somoza García

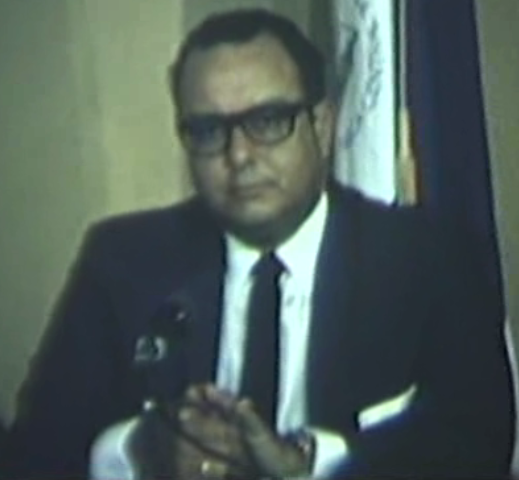
Anastasio Somoza Debayle

I Somoza furono una influente famiglia nicaraguense di origine europea.
Alcuni membri della famiglia divennero presidenti del Nicaragua governando il paese in modo dinastico direttamente o imponendo governanti fantoccio dal 1934 al 17 luglio 1979 e accumulando una delle più grandi fortune del continente. Il regime dei Somoza fu rovesciato dai guerriglieri del Fronte Sandinista di Liberazione Nazionale (FSLN) durante la Rivoluzione sandinista. La maggioranza della famiglia continua a risiedere al di fuori del Nicaragua.

## Membri notevoli
Presidenti del Nicaragua
- Anastasio Somoza García, dittatore del Nicaragua tra il 1937 e il 1947 e tra il 1950 e il 1956.
  - Luis Somoza Debayle, dittatore del Nicaragua tra il 1956 e il 1963, figlio di Somoza García.
  - Anastasio Somoza Debayle, dittatore del Nicaragua tra il 1967 e il 1972 e tra il 1974 e il 1979, figlio di Somoza García

Jefes Directores de la Guardia Nacional
- Anastasio Somoza García (1933-1956)
- Anastasio Somoza Debayle (1956-1979)

Militari nella Guardia Nacional
- José R. Somoza, Generale, figlio di Somoza García
- Anastasio Somoza Portocarrero, Maggiore, figlio di Anastasio Somoza Debayle

Famiglia Somoza
- Salvadora Debayle, moglie di Anastasio Somoza García e madre di Luis, Anastasio e Lillian.
  - Lillian Somoza Debayle, figlia di Somoza García e Salvadora Debayle.
  - Guillermo Sevilla Sacasa, marito di Lillian Somoza Debayle, ambasciatore del Nicaragua negli USA tra il 1943 e il 1979.
    - Eduardo José Sevilla Somoza, figlio di Guillermo Sevilla Sacasa e Lillian Somoza Debayle, ambasciatore, Rappresentante Permanente del Nicaragua all'ONU tra il 2000 e il 2007.

  - Isabel Urcuyo, moglie di Luis Somoza Debayle.
  - Hope Portocarrero, moglie di Anastasio Somoza Debayle e madre di Anastasio Somoza Portocarrero.